# It's Gettin' Late
«It's Gettin' Late» es una canción escrita por Carl Wilson, Myrna Smith Schilling y Robert White Johnson para la banda de rock estadounidense The Beach Boys. Fue editada en su álbum de estudio The Beach Boys en 1985, y como sencillo con "It's OK".
El video musical dirigido por Dominic Orlando, fue filmado en Malibu, California, dos meses después de "Getcha Back".

## Créditos
- Graham Broad – percusión
- Steve Grainger – saxofón barítono
- Al Jardine – voz
- Bruce Johnston – voz
- Steve Levine – sintetizador, batería programable
- Julian Lindsay – teclados, sinterizadores
- Mike Love – voz
- Kenneth McGregor – trombón
- Ian Ritchie – saxofón tenor
- Dave Spence – trompeta
- Brian Wilson – voz
- Carl Wilson – teclados, guitarra, voz principal